# Оркестър „Канарите“
Оркестър „Канарите“ е български фолклорен оркестър. Създаден е през 1974 година. Ръководител на оркестъра е известният акордеонист, композитор и певец Атанас Стоев. Първият и вторият албум на оркестъра са издадени на дългосвиреща плоча (LP) и аудиокасета (MC), след това следват много албуми на аудиокасети и компактдискове, издадени от „Пайнер“.

## Дискография

### Студийни албуми
- 1982 – „С оркестър „Канарите“ на сватба“ (LP и MC, Балкантон)[2]
- 1986 – „Оркестър „Канарите“ и Елена Чаушева“ (LP и MC, Балкантон)[3]
- 1996 – „Хаджи Георги“
- 1998 – „Канарите 98“ (CD, Пайнер)
- 1999 – „С любов и настроение“ (CD, Пайнер)
- 2000 – „Ние, българите“ (CD, Пайнер)
- 2001 – „Не години, а диря“ (CD, Пайнер)
- 2002 – „Българската магия хорото“ (CD, Пайнер)
- 2002 – „Любов моя“ – албум с шлагери на Атанас Стоев (CD, Пайнер)
- 2003 – „На празник в делник“ (CD, Пайнер)
- 2004 – „С ритъма на времето“ (CD, Пайнер)
- 2006 – „Живот на сцена“ (CD, Пайнер)
- 2007 – „Незабравими спомени“, стари градски песни (CD, Пайнер)
- 2007 – „Нашата съдба е песента“ (CD, Пайнер)
- 2008 – „Музика с любов“ (CD, Пайнер)
- 2010 – „Пътища и веселие“ (CD, Пайнер)
- 2011 – „Български ритми с песен“ (CD, Пайнер)
- 2012 – „Фолклорна закачка“ (CD, Пайнер)
- 2013 – „Който може – води хорото“ (CD, Пайнер)
- 2014 – „Любов и вдъхновение“ (CD, Пайнер)
- 2017 – „Стилът си има име“ (CD, Пайнер)
- 2017 – „Срещна ни хорото“, с Джена) (CD, Пайнер)

### Компилации
- 1994 – „20 години оркестър Канарите“
- 2004 – „Избрано от орк. Канарите и Атанас Стоев“ (CD, Пайнер)
- 2005 – „30 години традиция, стил, настроение“ (CD, Пайнер)
- 2016 – „С песните на Канарите“ (CD, Пайнер)
- 2020 – „Музика за всички“ (CD, Пайнер)

### Видеоалбуми
- 2003 – „На празник в делник“ (DVD, Пайнер)
- 2004 – „С ритъма на времето“ (DVD, Пайнер)
- 2005 – „30 години традиция, стил, настроение“ (DVD, Пайнер)
- 2006 – „Избрано от орк. Канарите – 1 част“ (DVD, Пайнер)
- 2006 – „Живот на сцена“ (DVD, Пайнер)
- 2007 – „Нашата съдба е песента“ (DVD, Пайнер)
- 2007 – „Ние, българите“ (DVD, Пайнер)
- 2008 – „Музика с любов“ (DVD, Пайнер)
- 2010 – „Феноменът“ (DVD, Пайнер)
- 2011 – „Български ритми с песен“ (DVD, Пайнер)
- 2012 – „Фолклорна закачка“ (DVD, Пайнер)
- 2015 – „С песните на Канарите“ (DVD, Пайнер)